# Culture du Groenland
 (octobre 2016).

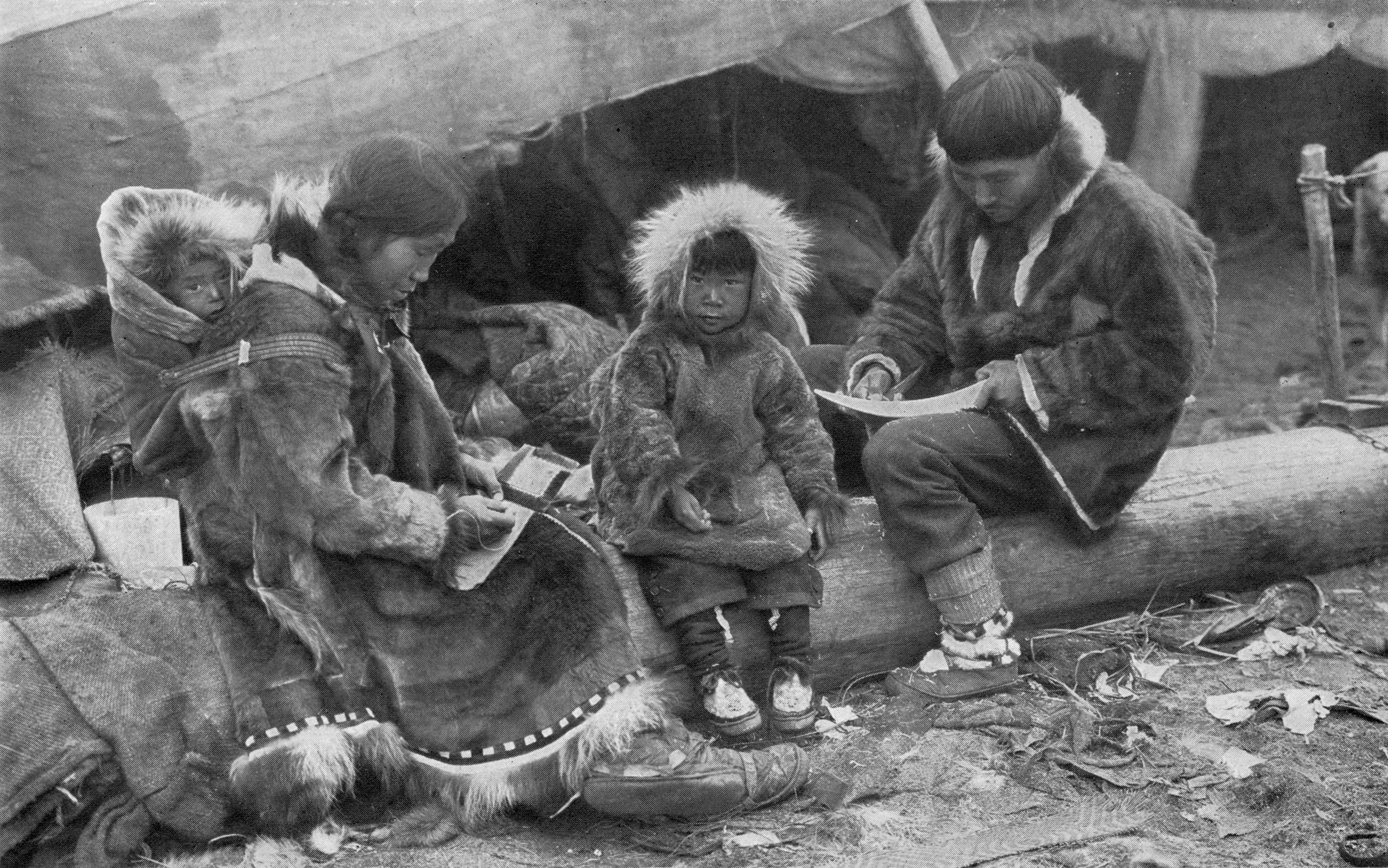
Une famille d'Inuits photographiée en 1917.

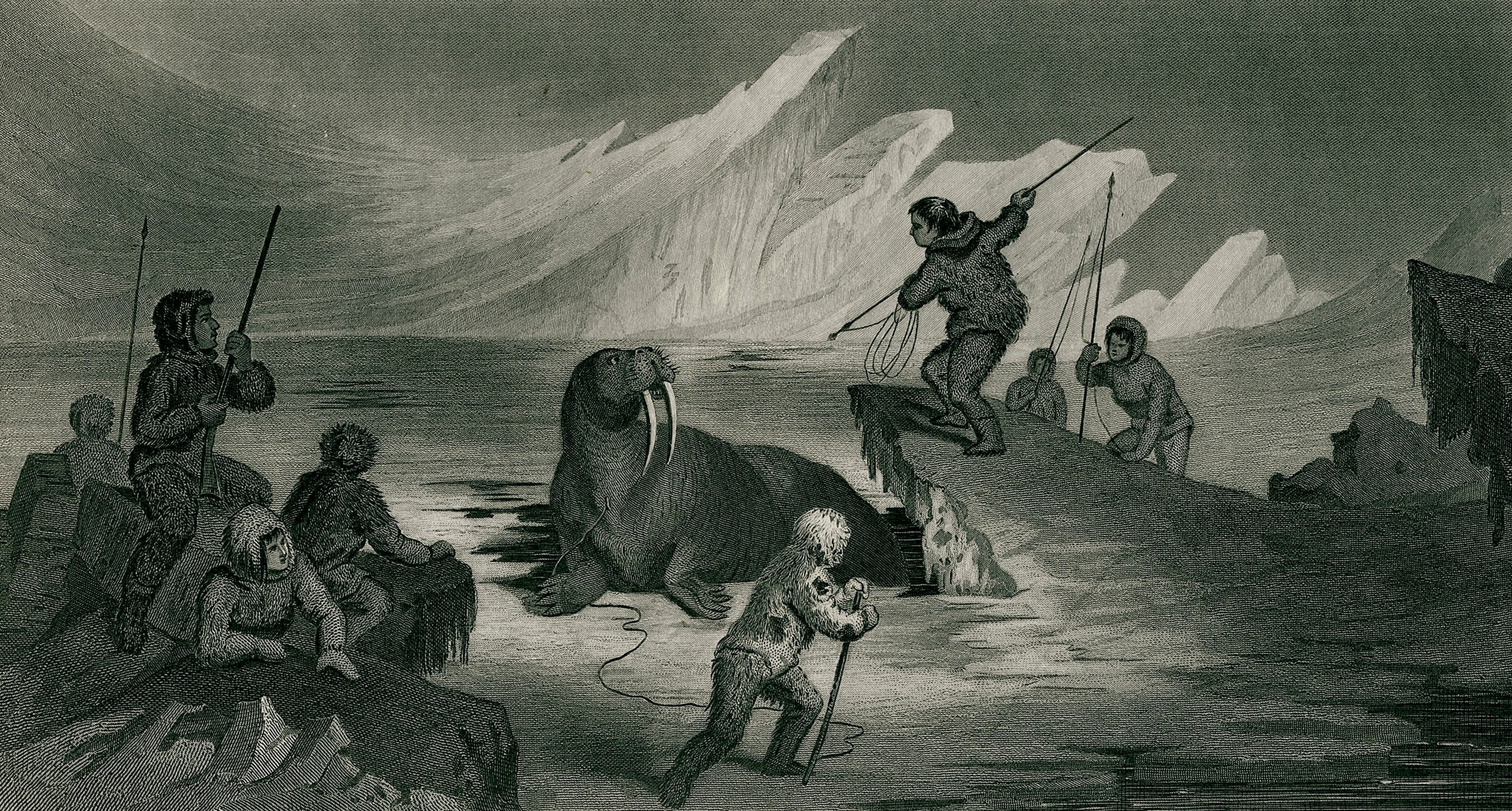
Illustration d'une chasse au Morse en 1856.

La culture groenlandaise est très proche de la culture inuit, la majorité du peuple groenlandais descendant d'Inuits.
Le Groenland est aujourd'hui une destination touristique. L'attractivité de ce territoire est principalement due aux activités appartenant à la culture groenlandaise comme les courses de traîneaux, la pêche sur glace, les randonnées et le ski.

## Langues
La langue la plus parlée au Groenland est le groenlandais : 88% des habitants la parlent. Il s'agit d'une langue inuite, comprenant 3 dialectes : le kalaallisut, ou « groenlandais occidental », l'inuktun et le tunumiit, ou « groenlandais oriental ».
Le danois est aussi présent sur l'île, ainsi que l'anglais, en proportion moindre.

## Culture(s) influente(s)

### Religions
- Religion au Groenland (en)
- Bouddhisme dans le monde, Christianisme par pays, Nombre de musulmans par pays, Nombre de Juifs par pays , Irréligion
- Christianisme au Groenland
- Religion traditionnelle inuite (en)
- Masques chez les populations eskimo (en)
- Religion Inuit, Mythologie inuite

### Symboles
- Armoiries du Groenland, Drapeau du Groenland
- Nunarput utoqqarsuanngoravit, hymne national du Groenland
- Nuna asiilasooq, hymne kaalatit (officiellement reconnu par le gouvernement en 1979)

### Mythologie
- Mythologie inuite,
- Astronomie inuite

## Société

### Culture traditionnelle groenlandaise
Les habitants du Groenland sont principalement d'origine inuit. La chasse est une représentation iconique de leur culture. Celle-ci leur sert à se nourrir, mais également à fabriquer des vêtements, et des embarcations, en peaux d'animaux.

### La région Thulé
Le nord-ouest du Groenland est nommé Région Thulé. Elle a la même superficie que l'Allemagne et est habitée par un millier d'habitants. La population de cette région est étendue sur Siorapaluk, Moriasaq et Qaanaaq. Siorapaluk possède approximativement 80 résidents se trouvant à seulement 736.5 mille marins (soit 1 364 km) du Pôle Nord.
La plupart des familles dans la région se doivent d'avoir au moins un membre salarié pour payer les factures d'électricité et de ménage. La chasse est la principale profession. La nourriture traditionnelle est composée de phoques, de morses, de narvals et de caribous.

### Identité des Inuits en tant que chasseurs

#### Statuts culturels de la chasse

Chasseur ramenant la carcasse d'un Bœuf musqué.

La chasse a toujours joué un rôle culturel dans la tradition inuit :

« Nous, les Inuits, gardons toujours un pied dans notre culture ancestrale, et l’autre dans le monde où tout va très vite. Notre langue survivra au changement climatique, mais nous sommes en passe de perdre notre droit coutumier et les connaissances qui nous permettaient de vivre dans cet environnement »

— Henriette Rasmussen, Ministre de la culture, de l'éducation du Groenland.
Actuellement, la chasse est nécessaire à la survie du peuple groenlandais, a déclaré le gouvernement groenlandais :

« La chasse est le cœur et l'âme de la culture groenlandaise… Dans une société telle que le Groenland, la chasse a toujours été une survie durant plus de cinquante ans dans ce pays. Notre identité est fondée sur la chasse »

### Impact du changement climatique
Une autre pression pèse sur les chasseurs groenlandais : le changement climatique. En effet, le réchauffement de l'atmosphère a un impact très important sur la biodiversité, particulièrement dans les régions septentrionales. De nombreuses espèces dont dépendent les chasseurs groenlandais sont en voie de disparition. Dans une interview, un chasseur de Savissavik, Simon Eliason, rapporte que les chasseurs passent plus de temps dans les fjords, car il y a moins d'eau glacée pour chasser les morses, les phoques et les ours blancs. Ce même chasseur rapporte que les chasseurs doivent remonter immédiatement la carcasse du gibier capturé. Des vers et parasites qu'ils n'avaient jamais vus auparavant, se multiplient rapidement, abîmant les carcasses si elles sont laissées dans l'eau trop longtemps. D'après Eliason, le réchauffement climatique est la cause de la présence de ces parasites.

### Fêtes
- Jours fériés publics au Groenland (en)

### Autres
- Droits LGBT au Groenland
- Suicide au Groenland (en)
- Femmes inuit (en)
- Loi de Jante

## Arts de la table

### Cuisine
- Cuisine du Groenland (en)
- Cuisine inuite,
- Cuisine danoise

## Santé
- Santé, Santé publique, Protection sociale
- Santé au Groenland
- Conception de la maladie chez les Inuits

### Chasse
- Chasse à l'ours blanc
- Chasse au caribou (en)

### Sports, arts martiaux
- Sport au Groenland
- , handball, football, volleyball, ski, kayak, badminton, escalade, randonnée, pêche, alpinisme…
- Groenland aux Jeux Olympiques
- Groenland aux Jeux paralympiques, Jeux paralympiques,
- Jeux d'hiver de l'Arctique

## Artisanats
- Artisanat d'art
- Poupée inuit (en)

### Textiles, cuir, papier
- Martha Biilmann (1921-2008), pelletière groenlandaise, inventeuse de la méthode de salaison des peaux de phoque

## Littérature(s)
- Littérature groenlandaise
  - Augo Lynge (en) (1899-1959), Ukiut 300 ngornerat (1931, Trois cents ans après. Grønlandshavn en 2021, traduit en français en 2015)
  - Mâliâraq Vebæk, première femme groenlandaise à publier un roman
  - Katti Frederiksen (1982), poète
  - Niviaq Korneliussen (1990-), Homo Sapienne (2014), autrice à succès
- Langues inuites
- Littérature inuit, sur le site data.bnf.fr
  - Markoosie Patsauq, Le harpon du chasseur (1969), premier roman inuit[4]
- Littérature danoise, sur le Groenland
  - Kim Leine (1961-), Les Prophètes du fjord de l'Éternité (2012), L'Homme rouge et l'homme en noir (2018), Efter Åndemaneren (2021, Selon la manière spirituelle)
  - Jørn Riel (écrivain danois qui a vécu au Groenland)
- Fictions se déroulant au Groenland

## Média

### Presse
- Liste de journaux groenlandais

### Internet
- Internet au Groenland

## Arts visuels
- Art au Groenland, Art inuit
- Liste d'artistes groenlandais (en)

## Arts du spectacle

### Musique(s)
- Musique du Groenland (en)
- Musique inuite
- Musique populaire nordique (en)

### Danse(s)
- Danse au Groenland[5]
- Liste de danses

### Cinéma
- Cinéma groenlandais, Cinéma inuit
- - Atanarjuat (2001), Le Journal de Knud Rasmussen (2006)
  - Nanouk l'Esquimau (1922), de Robert Flaherty, se déroule au Canada